# Natation sportive aux championnats du monde de natation 2017

## Nage en bassin

### Hommes
| Épreuves               | Or | Argent | Bronze |
| Nage libre             | Nage libre | Nage libre | Nage libre |
| ---------------------- | --- | --- | --- |
| 50 m                   | Caeleb Dressel 21 s 15 (RN) | Bruno Fratus 21 s 27 | Benjamin Proud 21 s 43 |
| 100 m                  | Caeleb Dressel 47 s 17 (RN) | Nathan Adrian 47 s 87 | Mehdy Metella 47 s 89 |
| 200 m                  | Sun Yang 1 min 44 s 39 (RAs) | Townley Haas 1 min 45 s 04 | Aleksandr Krasnykh 1 min 45 s 23 |
| 400 m                  | Sun Yang 3 min 41 s 38 | Mack Horton 3 min 43 s 85 | Gabriele Detti 3 min 43 s 93 |
| 800 m                  | Gabriele Detti 7 min 40 s 77 (RE) | Wojciech Wojdak 7 min 41 s 73 | Gregorio Paltrinieri 7 min 42 s 44 |
| 1 500 m                | Gregorio Paltrinieri 14 min 35 s 85 | Mykhailo Romanchuk 14 min 37 s 14 | Mack Horton 14 min 47 s 70 |
| Dos                    | | | |
| 50 m                   | Camille Lacourt 24 s 35 | Junya Koga 24 s 51 | Matt Grevers 24 s 56 |
| 100 m                  | Xu Jiayu 52 s 44 | Matt Grevers 52 s 48 | Ryan Murphy 52 s 59 |
| 200 m                  | Evgeny Rylov 1 min 53 s 61 (RE) | Ryan Murphy 1 min 54 s 21 | Jacob Pebley 1 min 55 s 06 |
| Brasse                 | | | |
| 50 m                   | Adam Peaty 25 s 99 | João Gomes Júnior 26 s 52 (RAm) | Cameron van der Burgh 26 s 60 |
| 100 m                  | Adam Peaty 57 s 47 (RC) | Kevin Cordes 58 s 79 | Kirill Prigoda 59 s 05 |
| 200 m                  | Anton Chupkov 2 min 6 s 96 (RC, RE) | Yasuhiro Koseki 2 min 7 s 29 | Ippei Watanabe 2 min 7 s 47 |
| Papillon               | | | |
| 50 m                   | Benjamin Proud 22 s 75 (RN) | Nicholas Santos 22 s 79 | Andriy Hovorov 22 s 84 |
| 100 m                  | Caeleb Dressel 49 s 86 | Kristóf Milák 50 s 62 (RMj) | James Guy Joseph Schooling 50 s 83 |
| 200 m                  | Chad le Clos 1 min 53 s 33 | László Cseh 1 min 53 s 72 | Daiya Seto 1 min 54 s 21 |
| Quatre nages           | | | |
| 200 m                  | Chase Kalisz 1 min 55 s 56 | Kōsuke Hagino 1 min 56 s 01 | Wang Shun 1 min 56 s 28 |
| 400 m                  | Chase Kalisz 4 min 5 s 90 (RC) | Dávid Verrasztó 4 min 8 s 38 | Daiya Seto 4 min 9 s 14 |
| Relais                 | | | |
| 4 × 100 m nage libre   | États-Unis Caeleb Dressel (47 s 26) Townley Haas (47 s 46) Blake Pieroni (48 s 09) Nathan Adrian (47 s 25) 3 min 10 s 06                        | Brésil Gabriel Santos (48 s 30) Marcelo Chierighini (46 s 85) César Cielo Filho (48 s 01) Bruno Fratus (47 s 18) 3 min 10 s 34                              | Hongrie Dominik Kozma (48 s 26) Nándor Németh (48 s 04) Péter Holoda (48 s 48) Richárd Bohus (47 s 21) 3 min 11 s 99                       |
| 4 × 200 m nage libre   | Royaume-Uni Stephen Milne (1 min 47 s 25) Nicholas Grainger (1 min 46 s 05) Duncan Scott (1 min 44 s 60) James Guy (1 min 43 s 80) 7 min 1 s 70 | Russie Mikhail Dovgalyuk (1 min 46 s 00) Mikhail Vekovishchev (1 min 45 s 91) Danila Izotov (1 min 45 s 97) Aleksandr Krasnykh (1 min 44 s 80) 7 min 2 s 68 | États-Unis Blake Pieroni (1 min 46 s 33) Townley Haas (1 min 44 s 58) Jack Conger (1 min 45 s 37) Zane Grothe (1 min 46 s 90) 7 min 3 s 18 |
| 4 × 100 m quatre nages | États-Unis Matt Grevers (52 s 26) Kevin Cordes (58 s 89) Caeleb Dressel (49 s 76) Nathan Adrian (47 s 00) 3 min 27 s 91                         | Royaume-Uni Chris Walker (54 s 20) Adam Peaty (56 s 91) James Guy (50 s 80) Duncan Scott (47 s 04) 3 min 28 s 95                                            | Russie Evgeny Rylov (52 s 89) Kirill Prigoda (59 s 02) Aleksandr Popkov (51 s 16) Vladimir Morozov (46 s 69) 3 min 29 s 76                 |

### Femmes
| Épreuves               | Or | Argent | Bronze |
| Nage libre             | Nage libre | Nage libre | Nage libre |
| ---------------------- | --- | --- | --- |
| 50 m                   | Sarah Sjöström 23 s 69 | Ranomi Kromowidjojo 23 s 85 (RN) | Simone Manuel 23 s 97 (RAm) |
| 100 m                  | Simone Manuel 52 s 27 (RAm) | Sarah Sjöström 52 s 31 | Pernille Blume 52 s 69 |
| 200 m                  | Federica Pellegrini 1 min 54 s 73 | Emma McKeon Katie Ledecky 1 min 55 s 18 | non attribué |
| 400 m                  | Katie Ledecky 3 min 58 s 34 (RC) | Leah Smith 4 min 1 s 54 | Li Bingjie 4 min 3 s 25 |
| 800 m                  | Katie Ledecky 8 min 12 s 68 | Li Bingjie 8 min 15 s 46 (RAs) | Leah Smith 8 min 17 s 22 |
| 1 500 m                | Katie Ledecky 15 min 31 s 82 | Mireia Belmonte 15 min 50 s 89 | Simona Quadarella 15 min 53 s 86 |
| Dos                    | | | |
| 50 m                   | Etiene Medeiros 27 s 14 (RAm) | Fu Yuanhui 27 s 15 | Aliaksandra Herasimenia 27 s 23 (RE) |
| 100 m                  | Kylie Masse 58 s 10 (RM) | Kathleen Baker 58 s 58 | Emily Seebohm 58 s 59 |
| 200 m                  | Emily Seebohm 2 min 5 s 68 (ROc) | Katinka Hosszú 2 min 5 s 85 (RN) | Kathleen Baker 2 min 6 s 48 |
| Brasse                 | | | |
| 50 m                   | Lilly King 29 s 40 (RM) | Yuliya Efimova 29 s 57 | Katie Meili 29 s 99 |
| 100 m                  | Lilly King 1 min 4 s 13 (RM) | Katie Meili 1 min 5 s 13 | Yuliya Efimova 1 min 5 s 05 |
| 200 m                  | Yuliya Efimova 2 min 19 s 64 | Bethany Galat 2 min 21 s 77 | Shi Jinglin 2 min 21 s 93 |
| Papillon               | | | |
| 50 m                   | Sarah Sjöström 24 s 62 (RC) | Ranomi Kromowidjojo 25 s 38 | Farida Osman 25 s 39 (RAf) |
| 100 m                  | Sarah Sjöström 55 s 53 (RC) | Emma McKeon 56 s 18 (ROc) | Kelsi Worrell 56 s 37 |
| 200 m                  | Mireia Belmonte 2 min 5 s 26 | Franziska Hentke 2 min 5 s 39 | Katinka Hosszú 2 min 6 s 02 |
| Quatre nages           | | | |
| 200 m                  | Katinka Hosszú 2 min 7 s 00 | Yui Ōhashi 2 min 7 s 91 | Madisyn Cox 2 min 9 s 71 |
| 400 m                  | Katinka Hosszú 4 min 29 s 33 (RC) | Mireia Belmonte 4 min 32 s 17 | Sydney Pickrem 4 min 32 s 88 |
| Relais                 | | | |
| 4 × 100 m nage libre   | États-Unis Mallory Comerford (52 s 59) Kelsi Worrell (53 s 16) Katie Ledecky (53 s 83) Simone Manuel (52 s 14) 3 min 31 s 72 (RAm)                   | Australie Shayna Jack (53 s 75) Bronte Campbell (52 s 14) Brittany Elmslie (53 s 83) Emma McKeon (52 s 29) 3 min 32 s 01                   | Pays-Bas Kim Busch (54 s 05) Femke Heemskerk (52 s 84) Maud van der Meer (53 s 77) Ranomi Kromowidjojo (51 s 98) 3 min 32 s 64                   |
| 4 × 200 m nage libre   | États-Unis Leah Smith (1 min 55 s 97) Mallory Comerford (1 min 56 s 92) Melanie Margalis (1 min 56 s 48) Katie Ledecky (1 min 54 s 02) 7 min 43 s 39 | Chine Ai Yanhan (1 min 56 s 62) Liu Zixuan (1 min 56 s 34) Zhang Yuhan (1 min 56 s 54) Li Bingjie (1 min 55 s 46) 7 min 44 s 96            | Australie Madison Wilson (1 min 57 s 33) Emma McKeon (1 min 56 s 26) Kotuku Ngawati (1 min 58 s 31) Ariarne Titmus (1 min 56 s 61) 7 min 48 s 51 |
| 4 × 100 m quatre nages | États-Unis Kathleen Baker (58 s 54) Lilly King (1 min 4 s 48) Kelsi Worrell (56 s 30) Simone Manuel (52 s 23) 3 min 51 s 55 (RM)                     | Russie Anastasia Fesikova (58 s 96) Yuliya Efimova (1 min 4 s 03) Svetlana Chimrova (56 s 99) Veronika Popova (56 s 99) 3 min 53 s 38 (RE) | Australie Emily Seebohm (58 s 53) Taylor McKeown (1 min 6 s 29) Emma McKeon (56 s 78) Bronte Campbell (52 s 69) 3 min 54 s 29                    |

### Mixte
| Épreuves               | Or | Argent | Bronze |
| Relais                 | Relais | Relais | Relais |
| ---------------------- | --- | --- | --- |
| 4 × 100 m nage libre   | États-Unis Caeleb Dressel (47 s 22) Nathan Adrian (47 s 49) Mallory Comerford (52 s 71) Simone Manuel (52 s 18) 3 min 19 s 60 (RM) | Pays-Bas Ben Schwietert (49 s 12) Kyle Stolk (47 s 80) Femke Heemskerk (52 s 33) Ranomi Kromowidjojo (52 s 56) 3 min 21 s 81 (RE) | Canada Yuri Kisil (48 s 51) Javier Acevedo (48 s 68) Chantal van Landeghem (53 s 25) Penny Oleksiak (53 s 11) 3 min 23 s 55                                                                                                  |
| 4 × 100 m quatre nages | États-Unis Matt Grevers (52 s 32) Lilly King (1 min 4 s 15) Caeleb Dressel (49 s 92) Simone Manuel (52 s 17) 3 min 38 s 56 (RM)    | Australie Mitchell Larkin (53 s 11) Daniel Cave (59 s 29) Emma McKeon (56 s 51) Bronte Campbell (52 s 30) 3 min 41 s 21 (ROc)     | Canada Kylie Masse (58 s 22) Richard Funk (59 s 14) Penny Oleksiak (56 s 18) Yuri Kisil (47 s 71) 3 min 41 s 25 Chine Xu Jiayu (52 s 37) Yan Zibei (58 s 98) Zhang Yufei (56 s 98) Zhu Menghui (52 s 92) 3 min 41 s 25 (RAs) |

### Légende
RM Record du monde | RMj Record du monde junior | RAf Record d'Afrique | RAm Record d'Amérique | RAs Record d'Asie | RE Record d'Europe | 
ROc Record d'Océanie | RC Record des championnats | RN Record national

## Nage en eau libre
Les épreuves de nage en eau libre ont toutes lieues au lac Balaton.
| Épreuves | Or                                                                                       | Argent                                                                                   | Bronze                                                                                    |        |        |        |
| Hommes   | Hommes                                                                                   | Hommes                                                                                   | Hommes                                                                                    | Hommes | Hommes | Hommes |
| -------- | ---------------------------------------------------------------------------------------- | ---------------------------------------------------------------------------------------- | ----------------------------------------------------------------------------------------- | ------ | ------ | ------ |
| 5 km     | Marc-Antoine Olivier 54 min 31 s 4                                                       | Mario Sanzullo 54 min 32 s 1                                                             | Timothy Shuttleworth 54 min 42 s 1                                                        |        |        |        |
| 10 km    | Ferry Weertman 1 h 51 min 58 s 5                                                         | Jordan Wilimovsky 1 h 51 min 58 s 6                                                      | Marc-Antoine Olivier 1 h 51 min 59 s 2                                                    |        |        |        |
| 25 km    | Axel Reymond 5 h 2 min 46 s 40                                                           | Matteo Furlan 5 h 2 min 47 s 00                                                          | Evgeny Drattsev 5h 2 min 49 s 80                                                          |        |        |        |
| Femmes   |                                                                                          |                                                                                          |                                                                                           |        |        |        |
| 5 km     | Ashley Twichell 59 min 7 s 00                                                            | Aurélie Muller 59 min 10 s 50                                                            | Ana Marcela Cunha 59 min 11 s 40                                                          |        |        |        |
| 10 km    | Aurélie Muller 2 h 0 min 13 s 70                                                         | Samantha Arévalo 2 h 0 min 17 s 00                                                       | Arianna Bridi Ana Marcela Cunha 2 h 0 min 17 s 20                                         |        |        |        |
| 25 km    | Ana Marcela Cunha 5 h 21 min 58 s 40                                                     | Sharon van Rouwendaal 5 h 22 min 0 s 80                                                  | Arianna Bridi 5 h 22 min 8 s 20                                                           |        |        |        |
| Équipes  |                                                                                          |                                                                                          |                                                                                           |        |        |        |
| Équipes  | France Océane Cassignol Logan Fontaine Aurélie Muller Marc-Antoine Olivier 54 min 5 s 90 | États-Unis Brendan Casey Ashley Twichell Haley Anderson Jordan Wilimovsky 54 min 18 s 10 | Italie Rachele Bruni Giulia Gabbrielleschi Federico Vanelli Mario Sanzullo 54 min 31 s 00 |        |        |        |

### Légende
RM Record du monde | RAf Record d'Afrique | RAm Record d'Amérique | RAs Record d'Asie | RE Record d'Europe | ROc Record d'Océanie | RC Record des championnats | RN Record national | disq. Disqualification